# Agence pour la lutte contre la fraude à l'assurance
Pour les articles homonymes, voir ALFA.
L'Agence pour la lutte contre la fraude à l'assurance ou ALFA est une association française créée en 1989 à la demande de la Fédération Française des Sociétés d'Assurances (FFSA) et du Groupement des entreprises mutuelles d'assurance (GEMA)
L’association est régie par la loi de 1901  et a pour but d’organiser la lutte contre la fraude à l’assurance auprès des organismes professionnels. 
Les adhérents de l’ALFA sont les membres de la FFSA et du GEMA ainsi que toute entreprise dont l'activité est liée à l'assurance.
Elle a pour but d'agir contre toutes les formes de fraude, centraliser les réflexions communes, recenser les moyens et méthodes de lutte et encourager la prévention.
Elle permet d’améliorer la diffusion des échanges d’expériences entre assureurs, de représenter la profession face aux pouvoirs publics et participe à la lutte contre la fraude à l’international.
Par exemple en 2014, l’Alfa a enregistré 42 529 déclarations de sinistres frauduleuses, soit 219 M€ de prestations non réglées et dont la moitié concerne l'assurance automobile. 
En 2020 son président est Pierre-Louis Blanc.